# Ludwig’sche Mühle

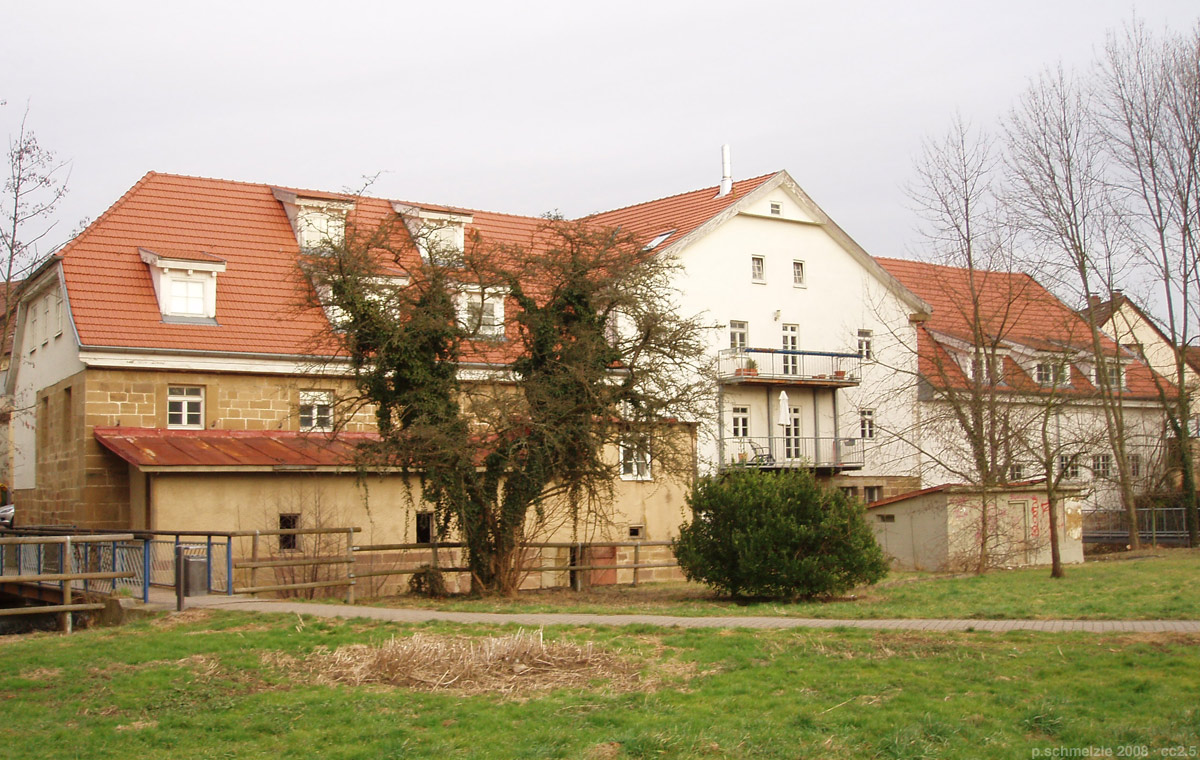
Ludwig'sche Mühle

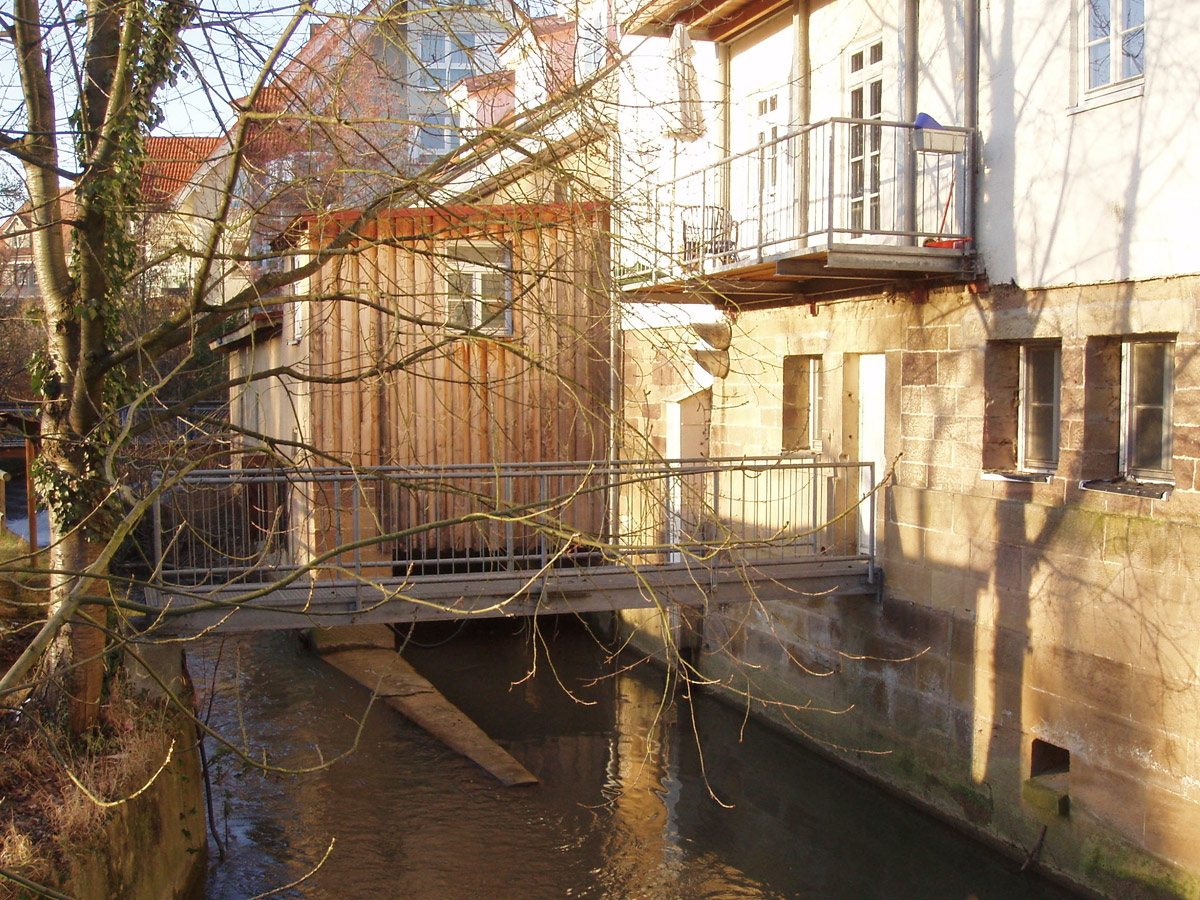
Mühlkanal

Die Ludwig'sche oder Gerlachsche Mühle ist eine historische Mühle im Heilbronner Stadtteil Neckargartach an der Kirchbergstraße 48. Das Gebäude ist ein Kulturdenkmal.
Die Ludwig'sche/Gerlachsche Mühle ist ein langgestrecktes Fachwerkgebäude, wobei dessen westliche, eingeschossige, traufständige Hälfte der sogenannte Mühlenteil ist. Der alte Mühlenteil wurde im Jahre 1805 von Georg Kessler anstelle eines Vorgängerbaus, einer mittelalterlichen Mühle erbaut.
1836 erwarb Müller Krauß die Mühle
1875 Friedrich Rau
1905 Heinrich Weitzäcker
Bis 1960 betrieb Ernst Gerlach die Mühle und legte sie schließlich still. Da dies der letzte Müller war, hieß die Mühle für viele Neckargartacher auch Gerlachsche Mühle.